# كيسي شيرمان
كيسي شيرمان (بالإنجليزية: Casey Sherman)‏ هو صحفي أمريكي، ولد في 19 يناير 1969 في هاينيس في الولايات المتحدة.

## وصلات خارجية
- كيسي شيرمان على موقع IMDb (الإنجليزية)
- كيسي شيرمان على موقع قاعدة بيانات الفيلم (الإنجليزية)